# Rebekka Hauri
Rebekka Hauri (* 12. November 1998 in Bern) ist eine schweizerische Volleyballspielerin und ein Model.
Rebekka Hauri war seit ihrer Kindheit sportbegeistert: Mit fünf Jahren begann sie, Ballett zu tanzen. Nachdem sie einige andere Tanzstile ausprobiert hatte, kam sie mit 14 Jahren zum Volleyball. Sie besuchte das Gymnasium Hofwil. 2014 gewann sie mit ihrer Mannschaft die U17 Super League, zwei Jahre später wurden sie Dritte bei der U19 Super League. Sie spielte zudem für den VBC Gerlafingen.
Aufgrund ihrer sportlichen Leistung erhielt sie ein Visum für die USA und studierte an der Coppin State University in Baltimore Biologie. Hier spielte sie für die Coppin State Eagles (2018–2022). Sie wechselte zum Rollins College. Hier wurden sie in der Mid-Eastern Conference in der Saison 2020/21 Zweite und in der Saison 2021/22 Dritte. Währenddessen absolvierte sie einen Master in öffentlicher Gesundheitsfürsorge. In der Folgesaison 2022/23 ging sie zum BBSC Berlin, wo der Verein sofort Dritter in der 2. Bundesliga Nord wurde. In der Saison 2024/25 wechselte sie in ihre Heimat zum Volley Köniz in der Nationalliga B.
Rebekka Hauri hat zwei Schwestern. Sie spricht Deutsch, Englisch und auch Spanisch.